# Idiocera (Idiocera) malagasica
Idiocera (Idiocera) malagasica is een tweevleugelige uit de familie steltmuggen (Limoniidae). De soort komt voor in het Afrotropisch gebied.